# Sasha Pieterse
Sasha Pieterse (* 17. února 1996, Johannesburg) je americká televizní a filmová herečka. Je známa pro své role Amandy Strazzullové v seriálu Hrdinové a Alison DiLaurentisové v seriálu Prolhané krásky.

## Životopis
Sasha se narodila v Johannesburgu v Jihoafrické republice. Do Spojených státu se její rodina přestěhovala, když jí byly 3 roky, než se přestěhovala do Los Angeles, bydlela v Las Vegas. Její rodiče patřili k mezinárodnímu akrobatickému tanečnímu týmu, který vystupoval po celém světě. Brzy podepsala hereckou a modelingovou smlouvu s agentem. A už od 4 let se začala objevovat v reklamách a na plakátech.
Sasha se objevila v nespočtu reklam, včetně reklamy pro Nesquick a Firestone . Objevila se na billboardu pro "Supercuts" a jako modelka a zpěvačka vystoupila po celé Kalifornii při módní přehlídce Macy's Passport Fashion Show.

## Kariéra

### Herectví
V 6 letech se objevila jako Buffy ve seriálu Family Affair společnosti Warner Bros. V roce 2005 získala nominace na cenu Daytime Emmy Award za roli malé Andie v seriálu Dr. House. V roce 2005 se také objevila ve svém prvním filmu Dobrodružství Žraločáka a Lávovky, kde hrála Marissu, Princeznu ledu.
V roce 2006 se objevila v Disney Channel seriálu Hodně štěstí, Charlie. Po boku Garyho Cola se objevila ve dvou epizodách seriálu Wanted. V roce 2007 hrála mladší verzi Sarah Michelle Gellar postavy ve filmu To, co dýcháme. Také se objevila ve filmu Claire stanice Hallmark, který byl také vydán v roce 2007.
V roce 2009 byla obsazena do role Alison DiLaurentis v seriálu stanice Freeform Prolhané krásky (Pretty Little Liars) . V červnu 2014 získal seriál 6. a 7. sérii.
V roce 2009 se také objevila v seriálu Beze stopy a Hrdinové. V roce 2011 se objevila v Disney Channel filmu Pako mých snů a jako teenagerka ve filmu X-Men: První třída. V roce 2013 se objevila ve filmu G.B.F. Roli Japonicy Fenway ztvárnila ve filmu Skrytá vada.
V září roku 2017 bylo oznámeno, že se stala soutěžící 25. řady tanečního pořadu Dancing with the Stars. Jejím tanečním partnerem se stal Gleb Savchenko. V soutěži skončila na 10. místě. V roce 2018 bylo oznámeno, že si svojí roli Alison zopakuje ve spin-offu Pretty Little Liars: The Perfectionists.

### Hudba
Její debutový singl "This Country is Bad Ass" byl vydán 12. dubna 2013. Její druhý dingl "R.P.M." byl vydán 13. června 2013. Třetí singl "I Can't Fix You" byl vydán 12. července 2013. A 10. prosince 2013 vydala svůj čtvrtý singl "No".

## Osobní život
Dne 22. prosince 2015 se zasnoubila se svým dlouholetým přítelem Hudsonem Sheafferem . Svatba se konala dne 27. května 2018 v Castle Leslie v Glasloughu v Irsku.
V 25. řadě soutěže Dancing with the Stars přiznala, že byl u ní zjištěn syndrom polycystických ovarií.
Na den druhého výročí svatby (27.5.2020) oznámila mladá herečka se svým manželem Hudsonem Sheafferem první těhotenství. Dodala, že by se mělo miminko narodit v říjnu. 6.11.2020 seriálová herečka porodila chlapečka, kterému s manželem vybrali jméno Hendrix Wade Sheafferem.

## Filmografie

### Film
| Rok  | Název                             | Role                  | Poznámky |
| ---- | --------------------------------- | --------------------- | -------- |
| 2005 | Dobrodružství Žraločáka a Lávovky | Marissa Electricidad  |          |
| 2007 | To, co dýchám                     | Malá Sorrow           |          |
| 2007 | Klikař Charlie                    | Malá Anisha Carpenter |          |
| 2007 | Claire                            | Maggie Bannion        |          |
| 2011 | X-Men: První třída                | Teenagerka            |          |
| 2011 | Pako mých snů                     | Amy Loubalu           |          |
| 2013 | G.B.F.                            | Fawcett Brooks        |          |
| 2014 | Skrytá vada                       | Japonica Fenway       |          |
| 2015 | Burning Bodhi                     | Aria                  |          |
| 2017 | Coin Heist                        | Dakota Cunningham     |          |
| 2018 | The Honor List                    | Isabella Walker       |          |

### Televize
| Rok       | Název                            | Role                        | Poznámky                   |
| --------- | -------------------------------- | --------------------------- | -------------------------- |
| 2002–2003 | Family Affair                    | Buffy Davis                 | Hlavní role, 14 dílů       |
| 2004      | Hvězdná brána                    | Grace                       | díl: „Grace“               |
| 2005      | Hledaní                          | Millie Rose                 | 2 díly                     |
| 2005      | Dr. House                        | Andie                       | díl: „Neviditelný nádor“   |
| 2007      | Kriminálka Miami                 | Beth Buckley                | díl: „Drž se svých zásad“  |
| 2009      | Beze stopy                       | Daphne Stevens              | díl: „Hledá se rodina“     |
| 2009–2010 | Hrdinové                         | Amanda Strazzulla           | 5 dílů                     |
| 2011      | Medium                           | Magie DuBois (ve 14 letech) | díl: „Me Without You“      |
| 2014      | Hawaii 5-0                       | Dawn Hatfield               | díl: „Pe'epe'e Kanaka“     |
| 2017      | Dancing with the Stars           | Samu sebe                   | soutěžící 25. řady         |
| 2016      | Sing It!                         | Destiny Wood                | díl: „Destiny Is Calling!“ |
| 2010–2017 | Prolhané krásky                  | Alison DiLaurentis          | Hlavní role, 113 dílů      |
| 2019      | Prolhané krásky: Perfekcionistky | Alison DiLaurentis          | hlavní role, 10 dílů       |
| 2019      | Epic Night                       | Shook                       | 2 díly                     |

### Internet
| Rok  | Název     | Role              | Poznámky                       |
| ---- | --------- | ----------------- | ------------------------------ |
| 2009 | Slow Burn | Amanda Strazzulla | 6 epizod                       |
| 2016 | Sing It!  | Destiny           | Epizoda: "Destiny Is Calling!" |

### Hudební videa
| Rok  | Umělec       | Název    |
| ---- | ------------ | -------- |
| 2013 | Skye Stevens | "Rewind" |
| 2013 | Sama sebe    | "R.P.M." |

## Ocenění a nominace
| Rok  | Ocenění                   | Kategorie                                                                                          | Práce           | Výsledek  |
| ---- | ------------------------- | -------------------------------------------------------------------------------------------------- | --------------- | --------- |
| 2003 | Young Artist Awards       | nejlepší televizní herečka: komedie nebo drama (10 let a méně)                                     | Family Affair   | vítězství |
| 2003 | Young Artist Awards       | nejlepší obsazení v TV seriálu: komedie nebo drama (sdíleno s Caitlin Wachs a Jimmy "Jax" Pinchak) | Family Affair   | nominace  |
| 2011 | ShoWest Awards            | objev roku                                                                                         | Prolhané krásky | nominace  |
| 2014 | Teen Choice Awards        | televizní objev roku: žena                                                                         | Prolhané krásky | vítězství |
| 2015 | Independent Spirit Awards | Ocenění Roberta Altmana (sdíleno s obsazením filmu)                                                | Skrytá vada     | vítězství |
| 2015 | MTV Fandom Awards         | pár roku (sdíleno se Shay Mitchell)                                                                | Prolhané krásky | nominace  |
| 2015 | Teen Choice Awards        | nejlepší televizní zlodějka scén                                                                   | Prolhané krásky | nominace  |
| 2016 | Teen Choice Awards        | nejlepší televizní zlodějka scén                                                                   | Prolhané krásky | vítězství |
| 2017 | Teen Choice Awards        | nejlepší televizní herečka: drama                                                                  | Prolhané krásky | nominace  |
| 2017 | Teen Choice Awards        | nejlepší pár (sdíleno se Shay Mitchell)                                                            | Prolhané krásky | nominace  |